# Philip Afanassievitch Erchakov
 (mars 2016).
Si vous disposez d'ouvrages ou d'articles de référence ou si vous connaissez des sites web de qualité traitant du thème abordé ici, merci de compléter l'article en donnant les références utiles à sa vérifiabilité et en les liant à la section « Notes et références ».
Philip Afanassievitch Erchakov (en russe : Филипп Афанасьевич Ершаков) né le 9 janvier 1893 et mort le 9 juin 1942 est un général de l'Union soviétique.

## Biographie
Il est né le 9 janvier 1893, au village de Taganka (Gouvernement de Smolensk), dans une famille paysanne. De 1914 durant la Première Guerre mondiale il sert dans l'armée russe. Il s'inscrit au Parti communiste en 1919 et participe à la guerre civile russe.
En 1934, il est diplômé de l'Académie militaire et devient lieutenant général. De 1935 à 1937 il commande la 29e division. En 1938, il est nommé commandant de la région militaire de l'Oural. En juin 1941, il forme la 22e armée. Durant la Seconde Guerre mondiale il participe à la bataille de Smolensk.
En septembre 1941, il est nommé commandant de la 20e armée. Le 2 novembre 1941 il est capturé par l'armée allemande dans la zone de Soukhinitchi. Il est détenu dans un camp de concentration Stalag XIII-C à Hammelburg.
Il décède le 9 juin 1942 et est enterré dans le cimetière du camp.